# Зелинский, Збигнев
Збигнев Ян Зелинский (пол. Zbigniew Jan Zieliński; род. 14 января 1965, Гданьск) — польский католический прелат, доктор социологии. Архиепископ Познанский с 19 марта 2025 года. Бывший епископ Кошалина-Колобжегский (2022—2025); бывший титулярный епископ Медели и вспомогательный епископ Гданьской архиепархии (2015—2022).

## Биография
Родился 14 января 1965 года в городе Гданьск, в Польше, в семье Руперта и Терезы (урожденной Карчевской) Зелинских.
Он окончил среднюю школу в судостроительном техникуме «Конрадинум» в 1985 году.
Он учился в высшей духовной семинарии Гданьска и 18 мая 1991 года был рукоположен в священники этой архиепархии архиепископом Тадеушем Гоцловским. В 1995 году он продолжил обучение в Академии католической теологии в Варшаве, ныне Университете кардинала Стефана Вышиньского, получив докторскую степень по социологии в 2004 году, защитив диссертацию на тему «Трансляция религиозных ценностей в реформированной польской государственной школе после 1990 года».
С 1991 по 1999 год он был викарием в приходе BVM Addolorata в Гданьске и с 1999 по 2000 год в соборе Пресвятой Троицы в Оливском районе Гданьска. С 2000 по 2008 год он был директором Департамента пастырского попечения архиепархии. Он служил в Архиепархиальном пастырском совете и был членом Комиссии Третьего Синода Гданьска, состоявшегося в 2001 году. С 2004 по 2006 год он был профессором социологии религии в Гданьском университете . С 2004 по 2007 год он был пастором прихода Святого Михаила Архангела в Сопоте и с 2007 по 2014 год — собора в Оливе. В 2014—2015 годах он был приходским священником Соборного собора Успения Пресвятой Девы Марии в Гданьске. Он также служил капелланом в нескольких мужских группах, включая работников лесного хозяйства и охотников. Он был назначен каноником архикафедрального собора в 2005 году и пробстом капитула в 2013 году.
26 сентября 2015 года он был назначен титулярным епископом Медели и вспомогательным епископом архиепархии Гданьска. Он получил свою епископскую хиротонию от Славоя Лешека Глодзя, архиепископа Гданьска, с архиепископом Челестино Мильоре, апостольским нунцием в Польше, и Тадеушем Гоцловским, почетным архиепископом Гданьска в качестве со-священников 24 октября. На Конференции польских епископов он стал членом Совета по социальным вопросам в ноябре 2021 года и в январе 2022 года его секретарем.
10 марта 2022 года Папа Франциск назначил его епископом-коадъютором епархии Кошалин-Колобжег. Он стал епископом после ухода на пенсию епископа Эдварда Дайчака 2 февраля 2023 года.
С февраля по октябрь 2024 года он был апостольским администратором Щецинско-Каменской архиепархии.
19 марта 2025 года Папа Франциск назначил его архиепископом Познани. И его интронизация была совершена 1 мая 2025 года.